# القعقاع بن عمرو التميمي (مسلسل)
 القعقاع بن عمرو التميمي  مسلسل تاريخي أنتجه تلفزيون قطر وعرضه على شاشته في رمضان 2010. يتحدث عن الصحابي القعقاع التميمي ودوره في حروب الردة، تم تجسيد الشخصية من قبل الممثل السوري سلوم حداد. المسلسل أثار الجدل بعد انتقادات واسعة بسبب ما قيل أنه تغذية لخلافات طائفية وقبلية.

## القصة
يحاول المسلسل رسم صيغة درامية بصرية لفترة مهمة شهدت نشوء الدولة الإسلامية وتوطيد دعائمها، بدءاً من العامين الأخيرين من حياة رسول الله، مروراً بفترة الخلفاء الراشدين، وما تخلّلها من حروب الردّة ومن ثم الفتوحات في العراق والشام، مسلّطاً الضوء على أبرز الأحداث السياسية والعسكرية.
غير أن المسلسل يحرص في الوقت ذاته على عدم تقديم حياة هذا القائد في إطار سيرة ذاتية أحادية الجانب بمعزل عن الحقبة التي يتطرق إليها، وهي حقبة غنية بالأحداث التي أسهمت بشكل رئيسي في توطيد دعائم الدولة الإسلامية بأفكارها وقيمها ورجالاتها وأبطالها الذين كان القعقاع أحدهم، وهو الذي قال عنه الخليفة أبو بكر الصديق: “صوت القعقاع في الجيش خيرٌ من ألف رجل”.
وكان «القعقاع بن عمرو التميمي» أحد الصحابة والقادة الذين ساهموا في انتشار الدعوة حيث شارك في حروب الردة ومعركتي القادسية واليرموك كما كان شاعرا بليغا، وقائدا كبيرا كانت له اليد الطولى في معارك تحرير العراق والشام مثل اليرموك والقادسية وجلولاء وفتح الفتوح حيث كان اليد اليمنى لخالد بن الوليد في بدايات فتح العراق والشام ثم كان اليد اليمنى لسعد بن أبي وقاص في تحرير العراق وفتح بلاد فارس.

## طاقم التمثيل
يعد مسلسل القعقاع واحدًا من أضخم الأعمال الدرامية التاريخية التي تمّ إنتاجها أخيرًا؛ حيث تمّ تصوير 1600 مشهد مع الاستعانة بـ600 ممثل يشكلون نخبة من نجوم الدراما العربية لتصوير عشر معارك بريّة وبحريّة خاضتها الجيوش الإسلامية.
ترتيب الممثلين وتمييزهم تبع لشارة المسلسل
بطولة
| - سلوم حداد: القعقاع بن عمرو التميمي - رفيق علي أحمد: خالد بن الوليد - نضال نجم: سعد بن أبي وقاص - منى واصف: سجاح بنت الحارث | - عبد الرحمن آل رشي: مسيلمة الكذاب - نجاح سفكوني: عبد الرحمن بن عوف - تيسير إدريس: الزبير بن العوام - محمد حداقي: عبد الله بن عباس | - سهيل جباعي: أبو عبيدة بن الجراح - قيس الشيخ نجيب: معاوية بن أبي سفيان - باسل خياط: يزدجرد الثالث - حسن عويتي: عمرو بن العاص |

بطولة
| - أدهم مرشد: أبو هريرة - هشام كفارنة: بلال بن رباح - سعد مينه: عاصم بن عمرو التميمي - فاروق الجمعات: المثنى بن حارثة الشيباني - خالد القيش: الزبرقان بن بدر - جمال شقير: مطر بن فضة التميمي - حسام الشاه: يرفأ - وضاح حلوم: سعيد بن العاص - محمد قنوع: ابن أبي رافع - زهير درويش: عبد الرحمن بن ملجم - كفاح الخوص: هاشم بن عتبة | - علاء قاسم: ضرار بن الأزور - غسان عزب: شرحبيل بن حسنة - عروة العربي: أسامة بن زيد - عتاب نعيم: نسيبة بنت كعب - إسماعيل مداح: محمد بن أبي بكر - معتصم النهار: عبد الله بن عمر بن الخطاب - ناصر وردياني: عطارد بن حاجب - رياض وردياني: الأحنف بن قيس - ميسون أسعد: أسماء زوجة القعقاع - عدنان عبد الجليل - منذر أبو راس | - مرشد ضرغام - نادين قدور - نوار يوسف - علا باشا - ايمان خضور - ماسة زاهر - ندي العبدالله - وائل أبو غزالة - رامي خلف - هاني الاطرش - عبد الرحمن قودير | - مالك محمد - صالح مخيبر - وسيم قزق - يامن سليمان - عمار حاج أحمد - وليد عبود - مؤيد رومية - فادي الحموي - رفيق سمعان - هيثم عساف | - جيرار اغا - وسام مهنا - رامي ديوب - باسل حيدر - نانسي خوري - سيزار حاج خليل - نورا العايق - راندي الحلبي - طارق سلامة - حسن ظاظا |

ضيوف الشرف
| - علاء علاء الدين: طلحة بن عبيد الله - من لبنان - سلطان ديب: الرجال بن عنفوة - من لبنان - عبدالكريم احمد: عاصم بن قيس - من العراق - جمال العبابسي: عيينة بن حصن الفزاري- من المغرب - ليلي فاضلي: النوار- من المغرب - مصطفي تاه تاه: مجاعة بن مرارة- من المغرب | - ابو بكر فهمي: يسر بن سفيان- من المغرب - محمد بنان: شيث بن ربعي الرياحي- من المغرب - زهير عبد الكريم: أبو موسى الأشعري - يوسف المقبل: طليحة بن خويلد الأسدي - جهاد الزغبي: صعصعة بن صوحان - أحمد منصور: الأقرع بن حابس | - إسكندر عزيز: عمار بن ياسر - شادي زيدان: الأشتر بن مالك - نضير لكود: الأشعث بن قيس - فؤاد وكيل: أبو مورع - عزة البحرة: ضيفة شرف - أم القعقاع - علي كريم: ضيف شرف - عبد الله بن مسعود | - رامز عطا الله: مالك بن نويرة - رافي وهبي: رستم - فادي صبيح: قيس بن سعد بن عبادة - أحمد الشيخ - سليمان أسعد: قثم بن العباس بن عبد المطلب - رضوان عليوي |

## الإنتاج
تم نقل تصوير العمل للهند حيث تشير الوثائق التاريخية إلى ان المعركة ضمت عشرات من الفيلة، الأمر الذي استدعى من الفريق الانتقال للهند حيث يمكن توفير العدد الكافي من الفيلة، وتم تأجيل تصوير مشاهد معركة القادسية بسبب التسمم الغذائي الذي أصاب الفنان سلوم حداد
حيث دخل على إثره إلى المستشفى، ما دفع المخرج إلى التوقف عن التصوير حتى تماثله للشفاء

. العمل يعتبر من تاليف الكاتب محمود الجعفوري كاول نص تاريخي له بعد أن كتب عددا من المسلسلات الكوميدية والاجتماعية.
قد تعرض هذا العمل لعقبات إنتاجية كبيرة كادت تودي به حيث استغرق تصويره أكثر من عشرة أشهر بين المغرب وسورية والهند، هذا أول عمل تاريخي يقوم صبح بإخراجه لكنه كان حاضراً في أضخم الأعمال التاريخية السورية كمخرج منفذ ومن أبرزها الزير سالم وربيع قرطبة وصلاح الدين الأيوبي وصقر قريش.
شهد المسلسل جملة من الأخطاء الشرعية والفنية، حيث وضح ذلك من خلال تحريف في آية قرآنية في الحلقة السادسة من المسلسل، حين تلا الفنان اللبناني رفيق علي أحمد الذي يؤدي دور الصحابي خالد بن الوليد (سبح باسم ربك الأعلى) والصحيح هو (سبح اسم ربك الأعلى)
ويكررها مرتين أثناء جلوسه مع الصحابة، والتجاوز الآخر هو أن الصحابة جالسون حول خالد بن الوليد وهو يتلو عليهما لآية المحرفة وهم يأكلون الطعام باليد اليسرى، ديانة الممثل السوري سلوم حداد هي النصرانية مع هذا فهو قام بدور الصحابي القعقاع بن عمرو التميمي.

### لجنة الإشراف التاريخي
- د. يوسف القرضاوي
- د. أحمد الريسوني
- د. سلمان العودة
- د. أكرم ضياء العمري
- د. علي الصلابي